# Aldgate East (metrostation)
Aldgate East is een metrohalte in Londen en ligt aan de metrolijnen Hammersmith and City Line en de District Line.

## Geschiedenis

### Metrobedrijven
Het station werd geopend op 6 oktober 1884 toen ook de Inner circle gereed kwam. De twee betrokken metrobedrijven wilden allebei hun diensten naar het oosten uitbreiden en bouwden daartoe ieder een verbindingsboog naar het nieuwe station ten oosten van het eindpunt van de Metropolitan Railway (MR), de latere Metropolitan Line, bij Aldgate. Het nieuwe eindpunt kwam bij Whitechapel waar overgestapt kon worden op de East London Railway. De Metropolitan District Line, de latere District Line, die langs de oever van de Theems reed kwam met een ruime boog uit het zuiden binnen, voor de Metropolitan was er echter sprake van een krappe boog uit het noorden om langs dezelfde perrons te kunnen komen. Aanvankelijk werd voorgesteld om het station Commercial Road te noemen, maar het werd Aldgate East.

### London Transport
In 1933 werd het OV in Londen genationaliseerd in de London Passenger Transport Board, kortweg London Transport, waarmee de verschillende metrobedrijven in een hand kwamen en het ook als een samenhangend net bestuurd kon worden. Om het bestaande net te verbeteren werd het New Works Programme 1935-1940 ontvouwd. Voor Aldgate East betekende dit dat het driehoekige knooppunt bij Aldgate ruime bochten zou krijgen en bovendien moesten de wissels zodanig gelegd worden dat metrostellen in de bogen geen seinen of wissels op andere sporen zouden beïnvloeden. Daarom werden de nieuwe perrons 150 meter oostelijker dan de oorspronkelijke gelegd. De uitgangen kwamen aan de westkant bij de oorspronkelijke locatie en aan de oostkant boven het oostelijke uiteinde van de nieuwe perrons. Door deze verplaatsing was de afstand tot station St Mary's (Whitechapel Road) zo kort dat dit station werd gesloten, waardoor de reissnelheid werd verbeterd omdat het nieuwe Aldgate East in feite twee eerdere stations verving. Het nieuwe station werd op 31 oktober 1938 geopend nadat de nacht daar voor de oorspronkelijke perrons definitief gesloten werden. Een gemeenteraadslid lanceerde een campagne om de naam van het station in 2012 te veranderen in metrostation Brick Lane, maar dit kreeg geen officiële steun en werd ook niet uitgevoerd. Dezelfde politicus heeft ook campagne gevoerd om het Shoreditch High Street om te dopen in "Banglatown", evenmin met succes. 

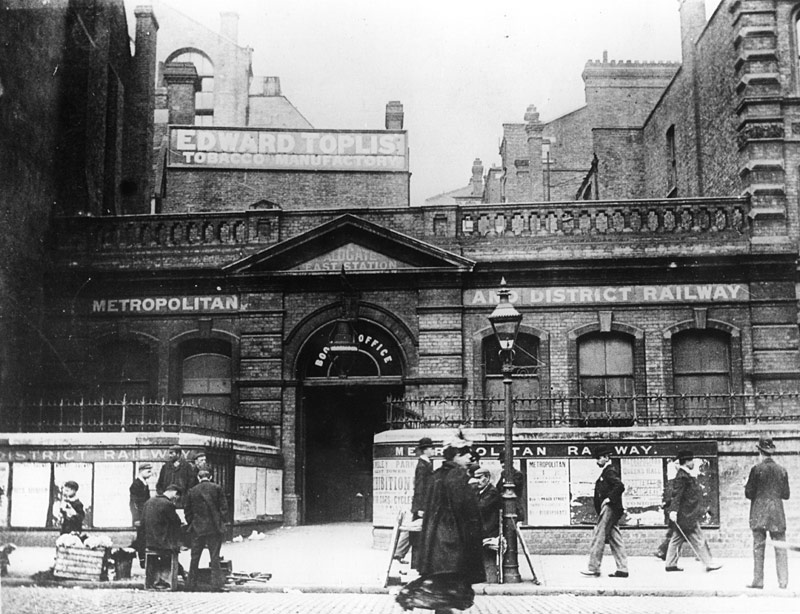
Het station in 1895.
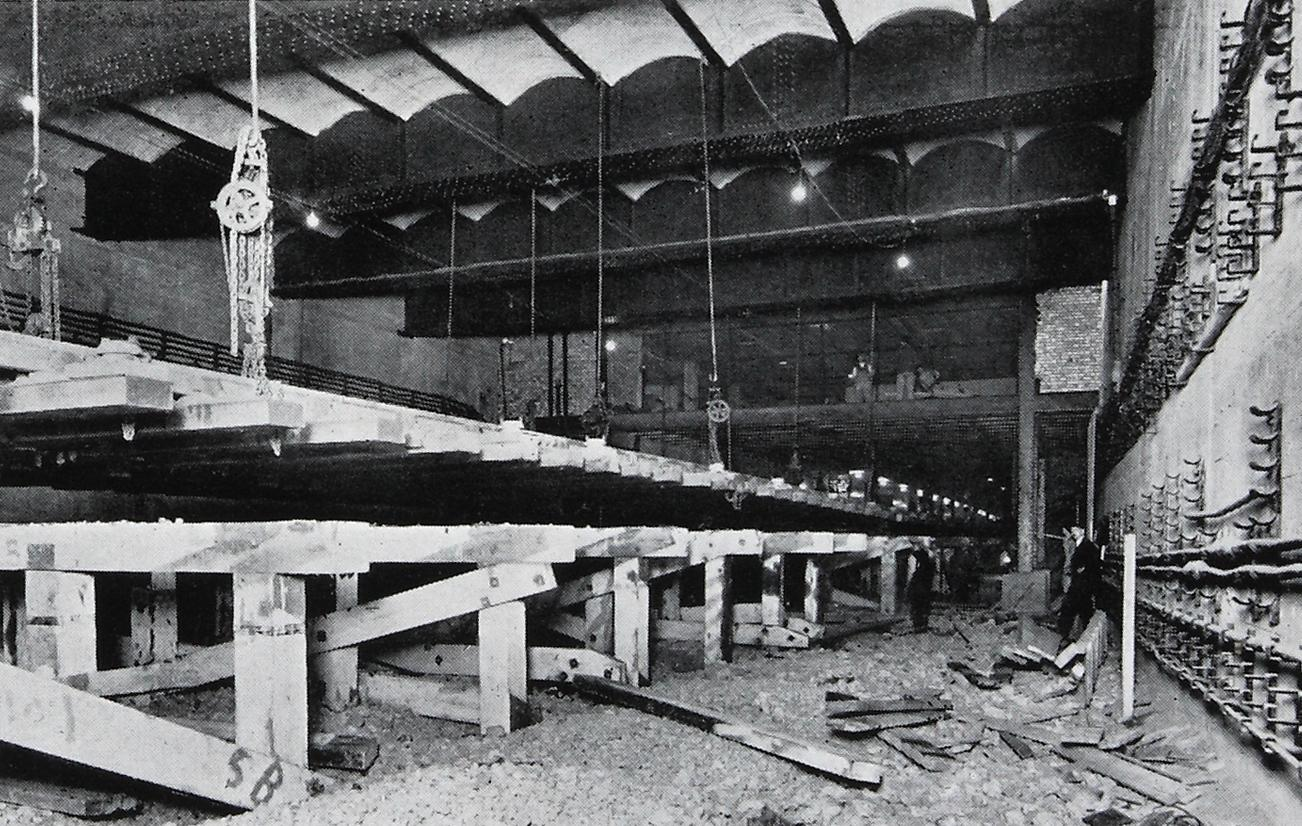
De sporen in de takels voor het afzinken.
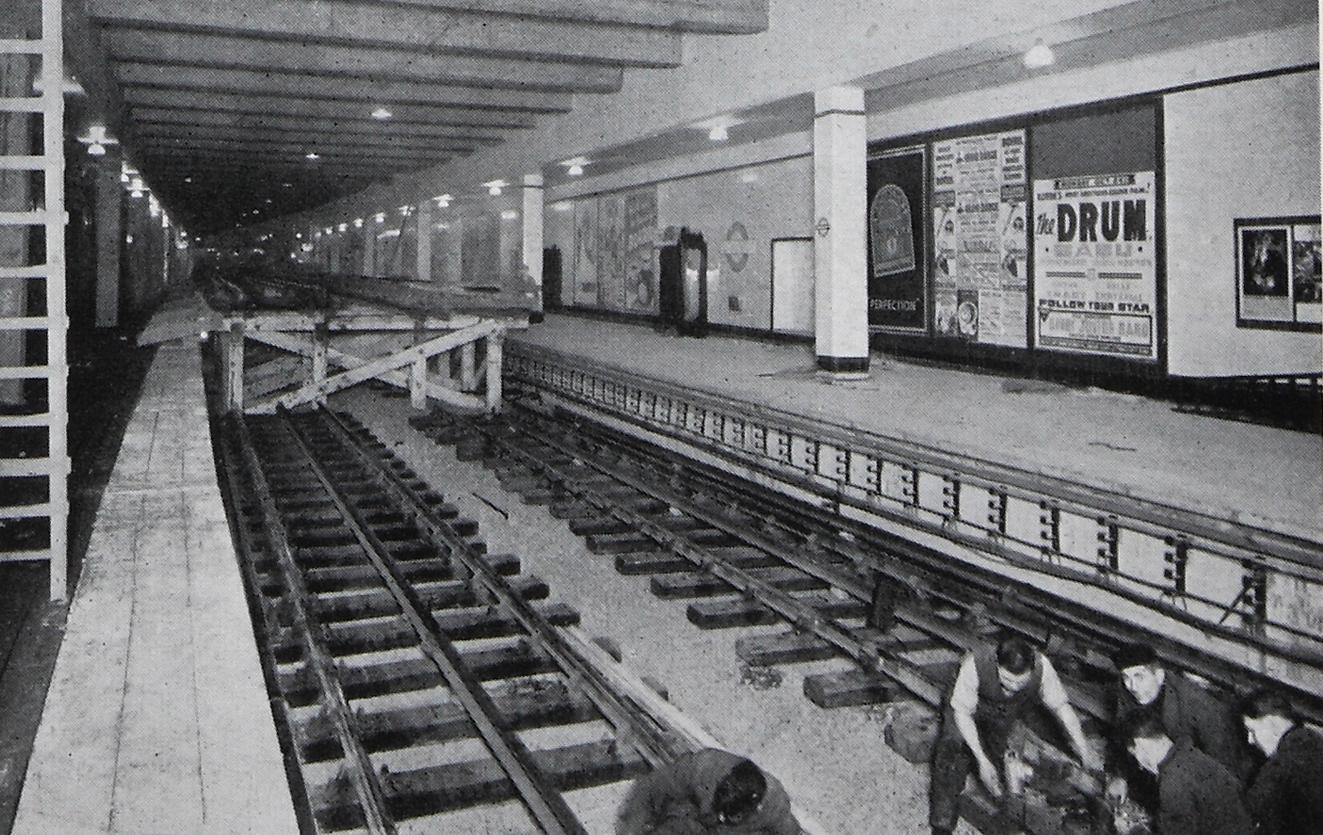
Sporen tussen de nieuwe perrons en op de achtergrond nog niet afgezonken sporen op de stellingen.

## Ligging en inrichting
Het station uit 1938 werd ontworpen als geheel ondergronds station zodat er tussen de straat en de sporen een toegangstunnel moest komen. De oorspronkelijke tunnel lag echter niet diep genoeg om de benodigde doorrijhoogte te houden in combinatie met de ondergrondse stationshal. De bodem van de tunnel moest daarom ruim twee meter worden afgezonken, hetgeen tijdens lopend bedrijf moest gebeuren. Hiertoe werd de grond onder het spoor weggegraven en vervangen door houten stellingen onder het spoor. Na de bouw van de nieuwe perrons langs de verlaagde tunnelvloer werden de sporen opgehangen aan kettingen aan het plafond. Vervolgens liet een leger van meer dan 900 werklieden de hele baan tegelijkertijd in één nacht zakken, de haken in het plafond werden na het werk niet verwijderd. Doordat het station geheel onder een verbrede weg is gebouwd en is gebouwd nadat beton als bouwmateriaal gangbaar was geworden, hebben de sporen en perrons een bijzonder hoog plafond. In combinatie met de tegelstijl uit de late jaren dertig, typerend voor de stations van het toenmalige London Transportde geeft het perrongebied van het station een bijzonder luchtig en gastvrij uiterlijk, wat in de jaren dertig ongebruikelijk was in de metro. Het tegelwerk bevat reliëftegels met provinciewapens, belangrijke Londense gebouwen en het underground beeldmerk die zijn ontworpen door Harold Stabler en gemaakt door de Poole Pottery. Deze reliëftegels zijn vervolgens ook in andere metrostations aangebracht, bijvoorbeeld in het vrijwel tegelijkertijd gebouwde  St. John's Wood. In 2007 voerde Metronet groot onderhoud uit aan het station en gebruikte het als voorbeeld voor vele te renoveren stations in 'erfgoed'-stijl. Het werk begon begin 2007 langs de perrons, op 9 maart 2007 bleek dat de helft van de roundels en de bijbehorende blauwe emaille "Way Out" platen eronder langs de perrons waren verwijderd, wat het einde markeerde van het enige ondiep gelegen station met tegels uit het New Works Programme. Op 14 maart waren alle roundels verwijderd en werden tijdelijke borden vervangen, de noordoostelijke ingang was gesloten van 10 maart 2007 tot 2009. Vanaf 23 mei 2007 werden de tegels verwijderd langs het noordelijke perrons en werden de muren voorzien van cement, de tegels langs het zuidelijke perron bleven nog even hangen al waren ook hun dagen geteld. Na het verwijderen van het tegelwerk werd er nieuwe tegelwerk in oude stijl aangebracht. De werkzaamheden omvatten ook het aanbrengen van nieuwe armaturen en bekabeling voor de verlichting. Aan elke kant van het perron is een uitgang: 
- De ticketverkoop aan de oostkant komt uit aan beide kanten van Whitechapel Road, waarvan een uitgang onder de openbare bibliotheek ligt.
- De ticketverkoop aan de westkant komt uit bij een winkelcentrum (Aldgate Barrs). Dit is ook de uitgang voor Petticoat Lane.

De kaartverkoop aan de oostkant sluit eerder dan de andere en het winkelcentrum gaat dicht voordat het metrostation dichtgaat.

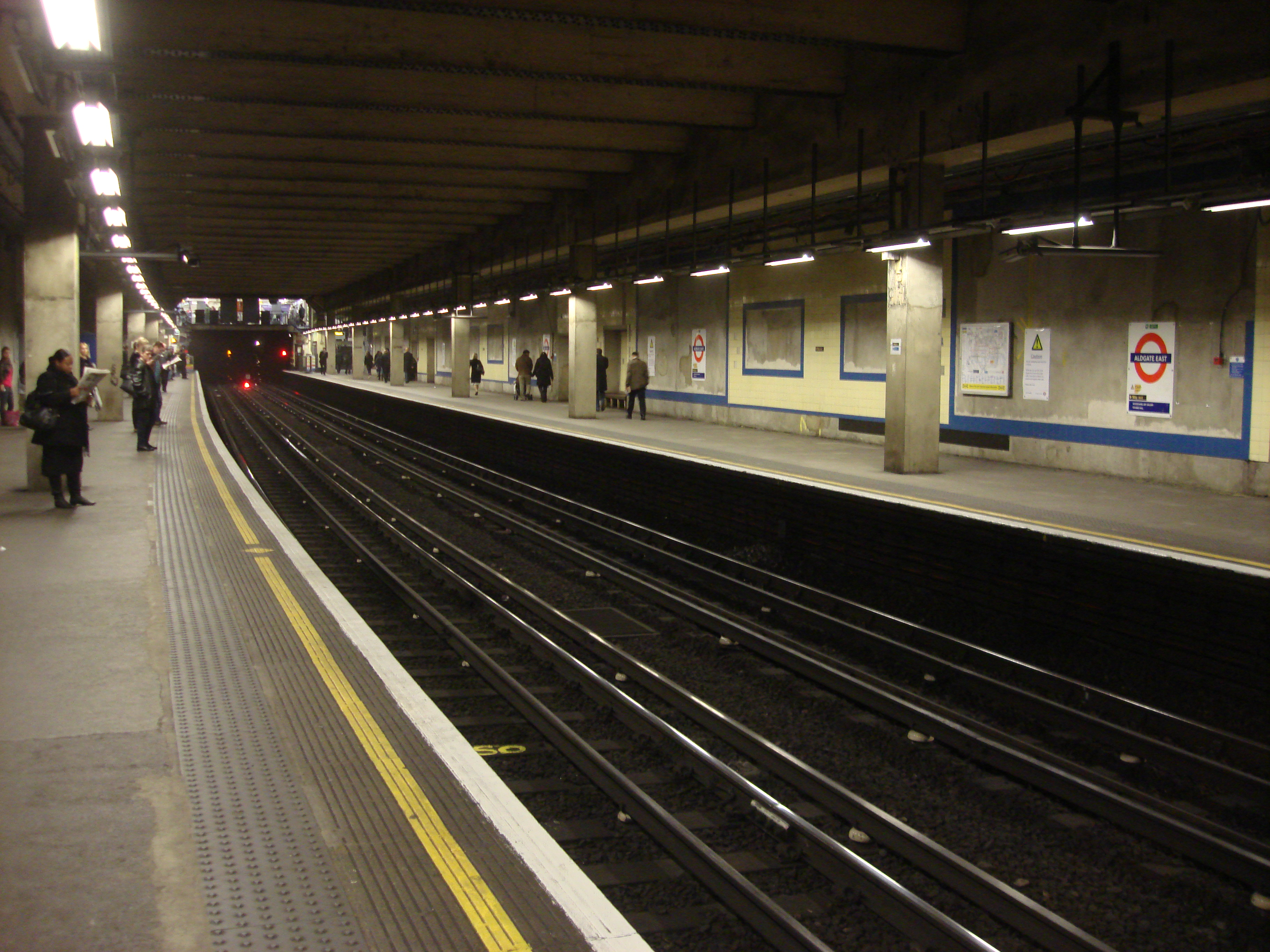
Het station op 20 maart 2009 tijdens het groot onderhoud.
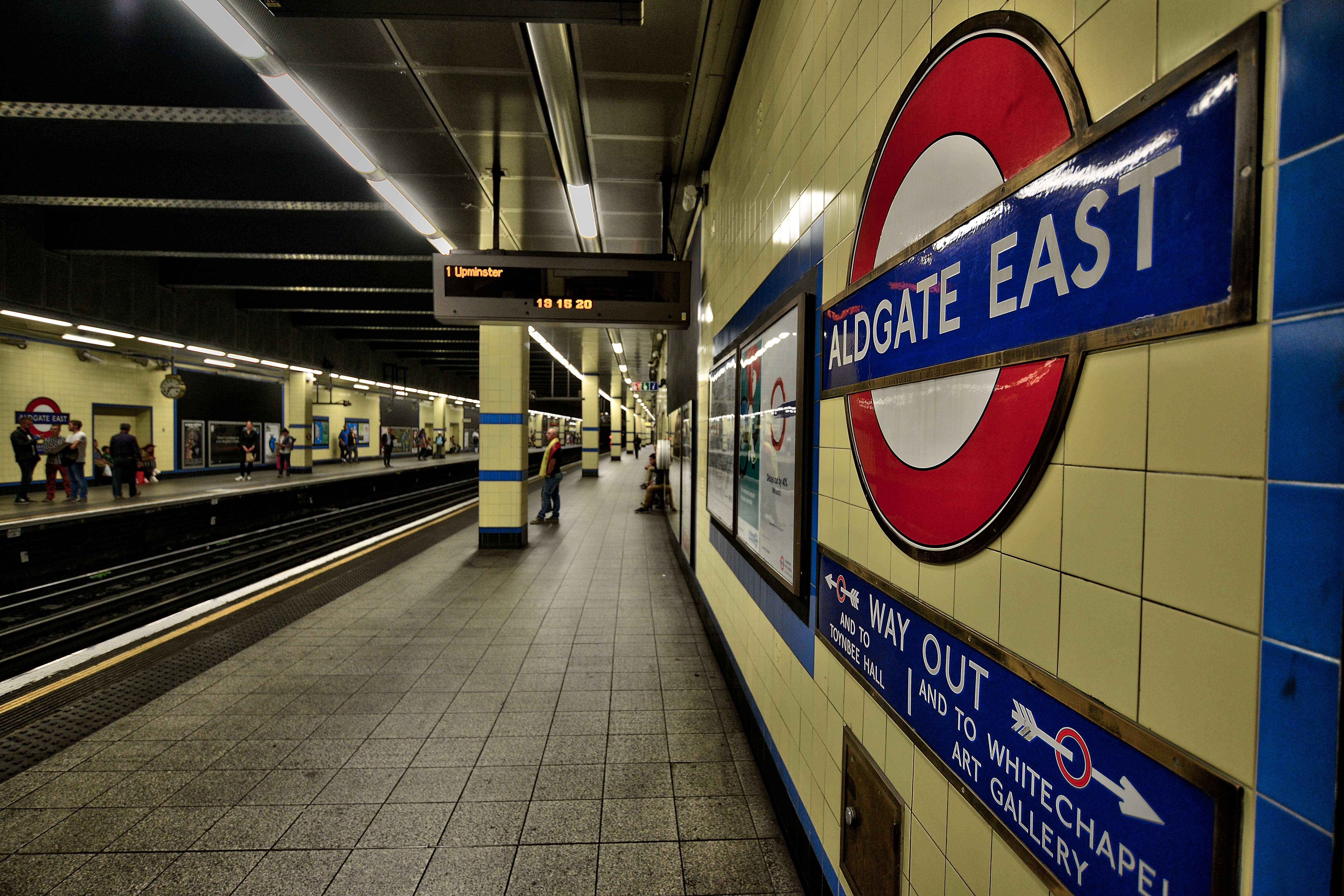
Het opgeknapte station in 2014.
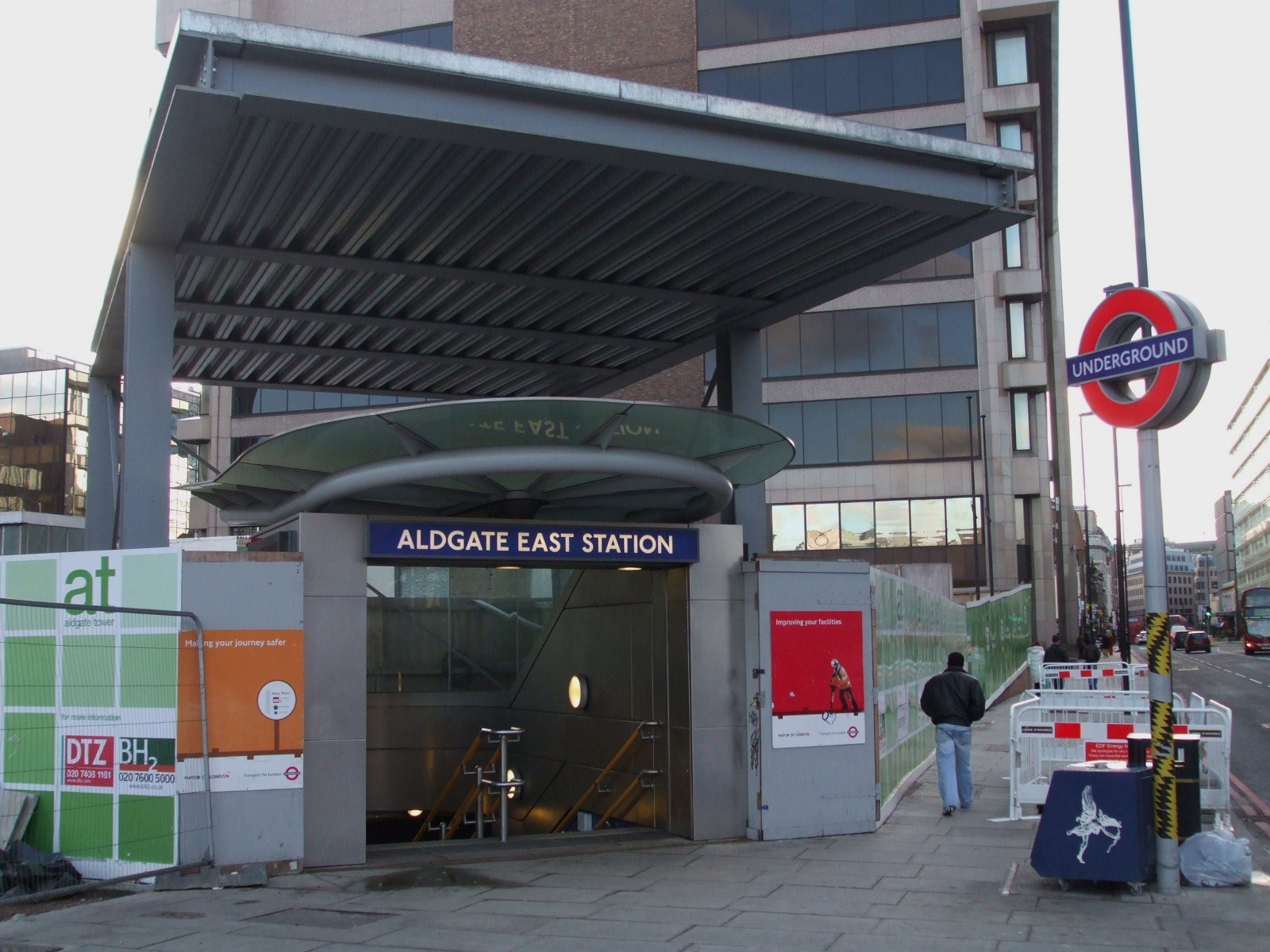
De zuidwestelijke ingang.

## Reizigersdienst
De metro's van de Hammersmith and City Line en de District Line rijden aan de westkant respectievelijk door de noordelijke boog en zuidelijke boog langs de plek van de oorspronkelijke perrons. Hier zijn de meeste overblijfselen verwijderd door de nieuwe tracering in 1938, maar de grotere breedte en hoogte en onregelmatige vorm van de tunnel is nog zichtbaar. 

### District Line
In de daluren rijden: 
- 12 metro's per uur oostwaarts naar Upminster. (op zondag eindigen de metro's afwisselend in Barking)
- 3 metro's per uur oostwaarts naar Barking.
- 6 metro's per uur westwaarts naar Ealing Broadway.
- 6 metro's per uur westwaarts naar Richmond.
- 3 metro's per uur westwaarts naar Wimbledon.

Tijdens de piekuren rijden aanvullende diensten naar Wimbledon. Tijdens de daluren stoppen 3 metro's per uur vanuit Wimbledon die in Barking eindigen.

### Hammersmith & City Line
In de daluren rijden: 
- 6 metro's per uur oostwaarts naar Barking.
- 6 metro's per uur westwaarts naar Hammersmith.

### Circle Line
Er is geen doorlopende dienst, maar er rijden twee metro's op Circle Line vóór 06:00 uur 's morgens van Barking naar Edgware Road via Victoria.

## Toeristische Attracties
In de buurt van het station liggen de volgende toeristische attracties: 
- Whitechapel Art Gallery
- Petticoat Lane
- Brick Lane
- Spitalfields-markt
- Hamish Mackie 's openbare kunstwerk van zes galopperende paarden